# Верховцевский городской совет
Верховцевский городской совет (укр. Верхівцівська міська рада)  — административно-территориальная единица и соответствующий орган местной власти в составе Верхнеднепровского района Днепропетровской области Украины.
Административный центр городского совета находится в г. Верховцево.

## Населённые пункты совета
- г. Верховцево
- пос. Соколовка
- с. Широкое